# Eudendrium glomeratum
Eudendrium glomeratum är en nässeldjursart som beskrevs av Picard 1951. Eudendrium glomeratum ingår i släktet Eudendrium och familjen Eudendriidae. Inga underarter finns listade i Catalogue of Life.